# 하마사키 요시미
하마사키 요시미(일본어: 濱崎 芳己, 1974년 5월 16일~)는 일본의 축구 선수, 지도자이다.

## 구단 경력
1993년 J1리그의 나고야 그램퍼스 에이트에 입단하였다. 1993년후 현역 은퇴.

## 지도자 경력
2021년부터 2022년까지 미토 홀리호크의 코치을 맡으며 2023년 미토 홀리호크의 감독으로 취임하였다.